# Schismatogobius
Schismatogobius is een geslacht van straalvinnige vissen uit de familie van grondels (Gobiidae).

## Soorten
- Schismatogobius ampluvinculus Chen, Shao & Fang, 1995
- Schismatogobius bruynisi de Beaufort, 1912
- Schismatogobius deraniyagalai Kottelat & Pethiyagoda, 1989
- Schismatogobius fuligimentus Chen, Séret, Pöllabauer & Shao, 2001
- Schismatogobius insignus (Herre, 1927)
- Schismatogobius marmoratus (Peters, 1868)
- Schismatogobius pallidus (Herre, 1934)
- Schismatogobius roxasi Herre, 1936
- Schismatogobius vanuatuensis Keith, Marquet & Watson, 2004
- Schismatogobius vitiensis Jenkins & Boseto, 2005